# شهرستان نماها (کانزاس)
شهرستان نماها، کانزاس (به انگلیسی: Nemaha County, Kansas) یک سکونتگاه مسکونی در ایالات متحده آمریکا است که در کانزاس واقع شده‌است.